# Південноамериканський кубок 2022
Південноамериканський кубок 2022 — 21-й розіграш другий за престижністю південноамериканський клубний турнір під егідою (КОНМЕБОЛ).
Переможець Південноамериканського кубку 2022 Індепендьєнте дель Валле зіграв із переможцем Кубку Лібертадорес у Рекопа Південної Америки 2023. Також переможець Південноамериканського кубку отримав автоматичну путівку до групового турніру Кубка Лібертадорес 2023.
14 травня 2020 року КОНМЕБОЛ оголосила кандидатів на проведення фінальних матчів клубних змагань 2021, 2022 та 2023 років. 13 травня 2021 року було повідомлено, що фінал сезону 2022 відбудеться на Національному стадіоні, в столиці Бразилії.
25 листопада 2021 року КОНМЕБОЛ оголосила про скасування правила виїзного голу в усіх клубних змаганнях під їх егідою, включаючи Південноамериканський кубок. Це правило використовувалося з 2005 року. Відповідно, якщо у двоматчевому протистоянні команди заб'ють однакову кількість м'ячів, то переможця буде визначено не за кількістю голів забитих на чужому полі, а за підсумками серії післяматчевих пенальті.
Чинний переможець турніру «Атлетіку Паранаенсі» отримав пряму путівку до групового турніру Кубку Лібертадорес, тож мав можливість захистити свій титул лише посівши третє місце в своїй групі.

## Клуби
44 клуби з 10 асоціацій-членів КОНМЕБОЛ візьмуть участь у змаганнях.
- Аргентину та Бразилію представлятимуть по 6 клубів
- Решта асоціацій матимуть по 4 представники

Стартуватимуть клуби наступним чином:
- Груповий турнір — 12 клубів
  - всі представники Аргентини і Бразилії
- Перший раунд — 32 клуби
  - решта клубів.

| Асоціація              | Клуб (Позиція)                      | Стартують з     | Кваліфікувалися як                                                           |
| ---------------------- | ----------------------------------- | --------------- | ---------------------------------------------------------------------------- |
| Аргентина · (6 клубів) | Банфілд (Аргентина 1)               | Груповий турнір | Переможець кваліфікації до Південноамериканського кубка                      |
| Аргентина · (6 клубів) | Дефенса і Хустісія (Аргентина 2)    | Груповий турнір | 1-ша команда у зведеній таблиці, що не кваліфікувалася до Кубка Лібертадорес |
| Аргентина · (6 клубів) | Індепендьєнте (Аргентина 3)         | Груповий турнір | 2-га команда у зведеній таблиці, що не кваліфікувалася до Кубка Лібертадорес |
| Аргентина · (6 клубів) | Ланус (Аргентина 4)                 | Груповий турнір | 3-тя команда у зведеній таблиці, що не кваліфікувалася до Кубка Лібертадорес |
| Аргентина · (6 клубів) | Расінг (Аргентина 5)                | Груповий турнір | 4-та команда у зведеній таблиці, що не кваліфікувалася до Кубка Лібертадорес |
| Аргентина · (6 клубів) | Уніон (Аргентина 6)                 | Груповий турнір | 5-та команда у зведеній таблиці, що не кваліфікувалася до Кубка Лібертадорес |
| Болівія · (4 клуби)    | Роял Парі (Болівія 1)               | Перший раунд    | 5-те місце чемпіонату Болівії 2021                                           |
| Болівія · (4 клуби)    | Орієнте Петролеро (Болівія 2)       | Перший раунд    | 6-те місце чемпіонату Болівії 2021                                           |
| Болівія · (4 клуби)    | Хорхе Вільстерман (Болівія 3)       | Перший раунд    | 7-е місце чемпіонату Болівії 2021                                            |
| Болівія · (4 клуби)    | Депоритво Гуабіра (Болівія 4)       | Перший раунд    | 8-е місце чемпіонату Болівії 2021                                            |
| Бразилія · (6 клубів)  | Атлетіку Гоянієнсі (Бразилія 1)     | Груповий турнір | 1-ша команда у зведеній таблиці, що не кваліфікувалася до Кубка Лібертадорес |
| Бразилія · (6 клубів)  | Сантус (Бразилія 2)                 | Груповий турнір | 2-га команда у зведеній таблиці, що не кваліфікувалася до Кубка Лібертадорес |
| Бразилія · (6 клубів)  | Сеара (Бразилія 3)                  | Груповий турнір | 3-тя команда у зведеній таблиці, що не кваліфікувалася до Кубка Лібертадорес |
| Бразилія · (6 клубів)  | Інтернасьйонал (Бразилія 4)         | Груповий турнір | 4-та команда у зведеній таблиці, що не кваліфікувалася до Кубка Лібертадорес |
| Бразилія · (6 клубів)  | Сан-Паулу (Бразилія 5)              | Груповий турнір | 5-та команда у зведеній таблиці, що не кваліфікувалася до Кубка Лібертадорес |
| Бразилія · (6 клубів)  | Куяба (Бразилія 6)                  | Груповий турнір | 6-та команда у зведеній таблиці, що не кваліфікувалася до Кубка Лібертадорес |
| Венесуела · (4 клуби)  | Депортіво Ла-Гуайра (Венесуела 1)   | Перший раунд    | 5-те місце чемпіонату Венесуели 2021                                         |
| Венесуела · (4 клуби)  | Естудіантес де Меріда (Венесуела 2) | Перший раунд    | 6-те місце чемпіонату Венесуели 2021                                         |
| Венесуела · (4 клуби)  | Метрополітанос (Венесуела 3)        | Перший раунд    | Переможець фіналу В чемпіонату Венесуели 2021                                |
| Венесуела · (4 клуби)  | Херманос Колменарес (Венесуела 4)   | Перший раунд    | Фіналіст фіналу В чемпіонату Венесуели 2021                                  |
| Еквадор · (4 клуби)    | 9 жовтня (Еквадор 1)                | Перший раунд    | 1-ша команда у зведеній таблиці, що не кваліфікувалася до Кубка Лібертадорес |
| Еквадор · (4 клуби)    | ЛДУ Кіто (Еквадор 2)                | Перший раунд    | 2-га команда у зведеній таблиці, що не кваліфікувалася до Кубка Лібертадорес |
| Еквадор · (4 клуби)    | Мушук Руна (Еквадор 3)              | Перший раунд    | 3-тя команда у зведеній таблиці, що не кваліфікувалася до Кубка Лібертадорес |
| Еквадор · (4 клуби)    | Дельфін (Еквадор 4)                 | Перший раунд    | 4-та команда у зведеній таблиці, що не кваліфікувалася до Кубка Лібертадорес |
| Колумбія · (4 клуби)   | Хуніор де Барранкілья (Колумбія 1)  | Перший раунд    | 1-ша команда у зведеній таблиці, що не кваліфікувалася до Кубка Лібертадорес |
| Колумбія · (4 клуби)   | Америка де Калі (Колумбія 2)        | Перший раунд    | 2-га команда у зведеній таблиці, що не кваліфікувалася до Кубка Лібертадорес |
| Колумбія · (4 клуби)   | Ла Екідад (Колумбія 3)              | Перший раунд    | 3-тя команда у зведеній таблиці, що не кваліфікувалася до Кубка Лібертадорес |
| Колумбія · (4 клуби)   | Індепендьєнте (Колумбія 4)          | Перший раунд    | Володар Кубка Колумбії 2020                                                  |
| Парагвай · (4 клуби)   | Насьйональ (Парагвай 1)             | Перший раунд    | 1-ша команда у зведеній таблиці, що не кваліфікувалася до Кубка Лібертадорес |
| Парагвай · (4 клуби)   | Гуайрена (Парагвай 2)               | Перший раунд    | 2-га команда у зведеній таблиці, що не кваліфікувалася до Кубка Лібертадорес |
| Парагвай · (4 клуби)   | Соль де Америка (Парагвай 3)        | Перший раунд    | Фіналіст Кубка Парагваю 2021                                                 |
| Парагвай · (4 клуби)   | Генерал Кабальєро (Парагвай 4)      | Перший раунд    | Чемпіон проміжного сезону 2021                                               |
| Перу · (4 клуби)       | Мельгар (Перу 1)                    | Перший раунд    | 1-ша команда у зведеній таблиці, що не кваліфікувалася до Кубка Лібертадорес |
| Перу · (4 клуби)       | Сьєнсіано (Перу 2)                  | Перший раунд    | 2-га команда у зведеній таблиці, що не кваліфікувалася до Кубка Лібертадорес |
| Перу · (4 клуби)       | Спорт Бойз (Перу 3)                 | Перший раунд    | 3-тя команда у зведеній таблиці, що не кваліфікувалася до Кубка Лібертадорес |
| Перу · (4 клуби)       | Аякучо (Перу 4)                     | Перший раунд    | 4-та команда у зведеній таблиці, що не кваліфікувалася до Кубка Лібертадорес |
| Уругвай · (4 клуби)    | Серро-Ларго (Уругвай 1)             | Перший раунд    | 1-ша команда у зведеній таблиці, що не кваліфікувалася до Кубка Лібертадорес |
| Уругвай · (4 клуби)    | Монтевідео Вондерерз (Уругвай 2)    | Перший раунд    | 2-га команда у зведеній таблиці, що не кваліфікувалася до Кубка Лібертадорес |
| Уругвай · (4 клуби)    | Ліверпуль (Уругвай 3)               | Перший раунд    | 3-тя команда у зведеній таблиці, що не кваліфікувалася до Кубка Лібертадорес |
| Уругвай · (4 клуби)    | Рівер Плейт (Уругвай 4)             | Перший раунд    | 4-та команда у зведеній таблиці, що не кваліфікувалася до Кубка Лібертадорес |
| Чилі · (4 клуби)       | Уніон Ла-Калера (Чилі 1)            | Перший раунд    | 1-ша команда у зведеній таблиці, що не кваліфікувалася до Кубка Лібертадорес |
| Чилі · (4 клуби)       | Уніон Еспаньйола (Чилі 2)           | Перший раунд    | 2-га команда у зведеній таблиці, що не кваліфікувалася до Кубка Лібертадорес |
| Чилі · (4 клуби)       | Депорт Антофагаста (Чилі 3)         | Перший раунд    | 3-тя команда у зведеній таблиці, що не кваліфікувалася до Кубка Лібертадорес |
| Чилі · (4 клуби)       | Нюбленсе (Чилі 4)                   | Перший раунд    | 4-та команда у зведеній таблиці, що не кваліфікувалася до Кубка Лібертадорес |

Ще 12 клубів кваліфікуються до Південноамериканського кубку після припинення участі в Кубку Лібертадорес 2022. Вони почнуть свої виступи з групового турніру та 1/8 фіналу. 
| Вибули після Третього раунду Кубку Лібертадорес 2022           | Стартують з     |
| -------------------------------------------------------------- | --------------- |
| Флуміненсе                                                     | Груповий турнір |
| Евертон                                                        | Груповий турнір |
| Універсідад Католіка                                           | Груповий турнір |
| Барселона                                                      | Груповий турнір |
| Посіли третє місце в груповому турнірі Кубку Лібертадорес 2022 | Стартують з     |
|                                                                | 1/8 фіналу      |
|                                                                |                 |
|                                                                |                 |
|                                                                |                 |
|                                                                |                 |
|                                                                |                 |
|                                                                |                 |
|                                                                |                 |

## Розклад
Заплановано наступний розклад змагань:
| Раунд           | Жеребкування    | Перший матч | Матч-відповідь |
| --------------- | --------------- | --- | --- |
| Перший раунд    | 20 грудня 2021  | 9–11 березня 2022 | 16–18 березня 2022 |
| Груповий турнір | 23 березня 2022 | - 1 тур: 6–8 квітня 2022 - 2 тур: 13–15 квітня 2022 - 3 тур: 27–29 квітня 2022 - 4 тур: 4–6 травня 2022 - 5 тур: 18–20 травня 2022 - 6 тур: 25–27 травня 2022 | - 1 тур: 6–8 квітня 2022 - 2 тур: 13–15 квітня 2022 - 3 тур: 27–29 квітня 2022 - 4 тур: 4–6 травня 2022 - 5 тур: 18–20 травня 2022 - 6 тур: 25–27 травня 2022 |
| 1/8 фінаоу      | 1 червня 2022   | 29 червня - 1 липня 2022 | 6–8 липня 2022 |
| 1/4 фіналу      | 1 червня 2022   | 3–5 серпня 2022 | 10–12 сперпня 2022 |
| 1/2 фіналу      | 1 червня 2022   | 30 серпня – 1 вересня 2022 | 6–8 вересня 2022 |
| Фінал           | 1 червня 2022   | 1 жовтня 2022 на Національному стадіоні, Бразиліа | 1 жовтня 2022 на Національному стадіоні, Бразиліа |

## Жеребкування
Жеребкування першого раунду відбулося 20 грудня 2021 року в штаб-квартирі КОНМЕБОЛ в парагвайському місті Луке. 32 клуби було роподілено на вісім кошиків, відповідно 
до їх асоціацій. Було сформовано 16 пар, клуби з однієї асоціації гратимуть між собою.
Жеребкування групового турніру відбудеться 23 березня 2022 року. Клуби будуть посіяні відповідно до рейтингу станом на 16 грудня 2021 року. Чотири клуби, котрі 
вибудуть з Кубку Лібертадорес будуть посіяні в 4-му кошику. 32 клуби буде розбито на 8 груп по чотири клуби.

## Перший раунд
На першому етапі учасники зіграли два матчі, вдома і на виїзді. У разі нічийного результату за підсумком двох поєдинків переможець визначався у серії післяматчевих пенальті без овертайму.
16 переможців першого раунду кваліфікувалися до групового турніру, і приєдналися до 12 клубів, які кваліфікувалися туди напряму, та чотирьох команд, які програли свої протистояння у третьому раунді Кубка Лібертадорес. 
| Команда 1             | Заг.           | Команда 2           | 1-й матч | 2-й матч |
| --------------------- | -------------- | ------------------- | -------- | -------- |
| 9/16 березня 2021     |                |                     |          |          |
| Роял Парі             | 2–6            | Орієнте Петролеро   | 2–3      | 0–3      |
| Соль де Америка       | 1–5            | Генерал Кабальєро   | 0–3      | 1–2      |
| Естудіантес де Меріда | 0–6            | Метрополітанос      | 0–2      | 0–4      |
| Нюбленсе              | 1–2            | Уніон Ла-Калера     | 0–0      | 1–2      |
| Сьєнсіано             | 1–2            | Мельгар             | 1–1      | 0–1      |
| 10/17 березня 2021    |                |                     |          |          |
| Ліверпуль             | 0–3            | Рівер Плейт         | 0–1      | 0–2      |
| Індепендьєнте         | 3–3 (пен. 3–1) | Америка де Калі     | 2–1      | 1–2      |
| Мушук Руна            | 1–3            | ЛДУ Кіто            | 0–2      | 1–1      |
| Аякучо                | 4–3            | Спорт Бойз          | 2–0      | 2–3      |
| 11/18 березня 2021    |                |                     |          |          |
| Уніон Еспаньйола      | 2–2 (пен. 1–4) | Депорт Антофагаста  | 1–2      | 1–0      |
| Насьйональ            | 0–1            | Гуайрена            | 0–1      | 0–0      |
| Херманос Колменарес   | 2–3            | Депортіво Ла-Гуайра | 2–0      | 0–3      |
| Хорхе Вільстерман     | 4–3            | Гуабіра             | 4–0      | 0–3      |
| Ла Екідад             | 1–3            | Хуніор              | 0–0      | 1–3      |
| Дельфін               | 1–3            | 9 жовтня            | 1–1      | 0–2      |
| Монтевідео Вондерерз  | 3–1            | Серро-Ларго         | 2–1      | 1–0      |

## Груповий турнір
32 клуби взяли участь у груповому турнірі. Посів кошиків відповідно до рейтингу від 16 грудня 2021 року.
| Кошик 1: - Сантус (8) - Індепендьєнте (10) - Сан-Паулу (13) - Інтернасьйонал (17) - Расінг (19) - ЛДУ Кіто (20) - Ланус (24) - Хуніор де Барранкілья (25) | Кошик 2: - Дефенса і Хустісія (36) - Хорхе Вільстерман (39) - Індепендьєнте (55) - Мельгар (66) - Монтевідео Вондерерз (73) - Орієнте Петролеро (84) - Депортіво Ла-Гуайра (89) - Уніон Ла-Калера (91) | Кошик 3: - Рівер Плейт (95) - Атлетіку Гоянієнсі (100) - Сеара (107) - Банфілд (113) - Метрополітанос (131) - Уніон (142) - Аякучо (190) - 9 жовтня (191) | Кошик 4: - Депорт Антофагаста (197) - Гуайрена (223) - Куяба (253) - Генерал Кабальєро (-) - Барселона (18) - Флуміненсе (30) - Універсідад Католіка (120) - Евертон (165) |

### Група A
| Поз | Команда              | І | В | Н | П | ГЗ | ГП | РГ | О  | Кваліфікація |  | ЛАН | БАР | МОН | МЕТ |
| --- | -------------------- | - | - | - | - | -- | -- | -- | -- | ------------ |  | --- | --- | --- | --- |
| 1   | Ланус                | 6 | 3 | 2 | 1 | 7  | 4  | +3 | 11 | 1/8 фіналу   |  | —   | 3–1 | 1–2 | 1–0 |
| 2   | Барселона            | 6 | 2 | 3 | 1 | 9  | 8  | +1 | 9  | 1/8 фіналу   |  | 1–1 | —   | 4–2 | 1–0 |
| 3   | Монтевідео Вондерерз | 6 | 2 | 2 | 2 | 6  | 7  | −1 | 8  |              |  | 0–1 | 0–0 | —   | 1–1 |
| 4   | Метрополітанос       | 6 | 0 | 3 | 3 | 3  | 6  | −3 | 3  |              |  | 0–0 | 2–2 | 0–1 | —   |

### Група B
| Поз | Команда     | І | В | Н | П | ГЗ | ГП | РГ | О  | Кваліфікація |  | МЕЛ | РАС | КУЯ | РІВ |
| --- | ----------- | - | - | - | - | -- | -- | -- | -- | ------------ |  | --- | --- | --- | --- |
| 1   | Мельгар     | 6 | 4 | 0 | 2 | 10 | 6  | +4 | 12 | 1/8 фіналу   |  | —   | 3–1 | 3–1 | 2–0 |
| 2   | Расінг      | 6 | 4 | 0 | 2 | 7  | 5  | +2 | 12 | 1/8 фіналу   |  | 1–0 | —   | 2–0 | 0–1 |
| 3   | Куяба       | 6 | 2 | 0 | 4 | 7  | 10 | −3 | 6  |              |  | 2–0 | 1–2 | —   | 1–2 |
| 4   | Рівер Плейт | 6 | 2 | 0 | 4 | 5  | 8  | −3 | 6  |              |  | 1–2 | 0–1 | 1–2 | —   |

### Група C
| Поз | Команда              | І | В | Н | П | ГЗ | ГП | РГ | О  | Кваліфікація |  | САН | КАР | КАТ | БАН |
| --- | -------------------- | - | - | - | - | -- | -- | -- | -- | ------------ |  | --- | --- | --- | --- |
| 1   | Сантус               | 6 | 3 | 2 | 1 | 7  | 5  | +2 | 11 | 1/8 фіналу   |  | —   | 1–0 | 3–2 | 1–1 |
| 2   | Уніон Ла-Карера      | 6 | 3 | 2 | 1 | 6  | 4  | +2 | 11 | 1/8 фіналу   |  | 1–1 | —   | 3–2 | 1–0 |
| 3   | Універсідад Католіка | 6 | 1 | 2 | 3 | 7  | 8  | −1 | 5  |              |  | 0–1 | 0–0 | —   | 2–0 |
| 4   | Банфілд              | 6 | 1 | 2 | 3 | 3  | 6  | −3 | 5  |              |  | 1–0 | 0–1 | 1–1 | —   |

### Група D
| Поз | Команда           | І | В | Н | П | ГЗ | ГП | РГ | О  | Кваліфікація |  | САН | ЕВЕ | АЯК | ХОР |
| --- | ----------------- | - | - | - | - | -- | -- | -- | -- | ------------ |  | --- | --- | --- | --- |
| 1   | Сан-Паулу         | 6 | 5 | 1 | 0 | 12 | 3  | +9 | 16 | 1/8 фіналу   |  | —   | 2–0 | 1–0 | 3–0 |
| 2   | Евертон           | 6 | 3 | 2 | 1 | 7  | 4  | +3 | 11 | 1/8 фіналу   |  | 0–0 | —   | 2–1 | 1–1 |
| 3   | Аякучо            | 6 | 1 | 1 | 4 | 5  | 8  | −3 | 4  |              |  | 2–3 | 0–2 | —   | 0–0 |
| 4   | Хорхе Вільстерман | 6 | 0 | 2 | 4 | 2  | 11 | −9 | 2  |              |  | 1–3 | 0–2 | 0–2 | —   |

### Група E
| Поз | Команда                | І | В | Н | П | ГЗ | ГП | РГ | О  | Кваліфікація |  | ІНТ | ГВА | МЕД | 9ЖО |
| --- | ---------------------- | - | - | - | - | -- | -- | -- | -- | ------------ |  | --- | --- | --- | --- |
| 1   | Інтернасьйонал         | 6 | 3 | 3 | 0 | 12 | 5  | +7 | 12 | 1/8 фіналу   |  | —   | 1–1 | 2–0 | 5–1 |
| 2   | Гваренья               | 6 | 2 | 4 | 0 | 10 | 8  | +2 | 10 | 1/8 фіналу   |  | 1–1 | —   | 3–3 | 1–0 |
| 3   | Індепендьєнте Медельїн | 6 | 1 | 2 | 3 | 8  | 11 | −3 | 5  |              |  | 0–1 | 1–1 | —   | 2–1 |
| 4   | 9 жовтня               | 6 | 1 | 1 | 4 | 9  | 15 | −6 | 4  |              |  | 2–2 | 2–3 | 3–2 | —   |

### Група F
| Поз | Команда              | І | В | Н | П | ГЗ | ГП | РГ | О  | Кваліфікація |  | ГОЯ | ЛДУ | АНТ | ДЕФ |
| --- | -------------------- | - | - | - | - | -- | -- | -- | -- | ------------ |  | --- | --- | --- | --- |
| 1   | Атлетіку Гоянієнсі   | 6 | 4 | 1 | 1 | 11 | 5  | +6 | 13 | 1/8 фіналу   |  | —   | 4–0 | 1–0 | 3–2 |
| 2   | ЛДУ Кіто             | 6 | 3 | 2 | 1 | 11 | 9  | +2 | 11 | 1/8 фіналу   |  | 1–1 | —   | 4–0 | 2–2 |
| 3   | Депортес Антофагаста | 6 | 2 | 0 | 4 | 6  | 11 | −5 | 6  |              |  | 2–1 | 1–2 | —   | 1–3 |
| 4   | Дефенса і Хустісія   | 6 | 1 | 1 | 4 | 8  | 11 | −3 | 4  |              |  | 0–1 | 1–2 | 0–2 | —   |

### Група G
| Поз | Команда                | І | В | Н | П | ГЗ | ГП | РГ  | О  | Кваліфікація |  | СЕА | ІНД | КАБ | ГУА |
| --- | ---------------------- | - | - | - | - | -- | -- | --- | -- | ------------ |  | --- | --- | --- | --- |
| 1   | Сеара                  | 6 | 6 | 0 | 0 | 17 | 1  | +16 | 18 | 1/8 фіналу   |  | —   | 2–1 | 6–0 | 3–0 |
| 2   | Індепендьєнте          | 6 | 4 | 0 | 2 | 13 | 4  | +9  | 12 | 1/8 фіналу   |  | 0–2 | —   | 2–0 | 4–0 |
| 3   | Клуб Генерал Кабальєро | 6 | 1 | 1 | 4 | 2  | 15 | −13 | 4  |              |  | 0–2 | 0–4 | —   | 1–1 |
| 4   | Депортіво Ла Гуайра    | 6 | 0 | 1 | 5 | 1  | 13 | −12 | 1  |              |  | 0–2 | 0–2 | 0–1 | —   |

### Група H
| Поз | Команда               | І | В | Н | П | ГЗ | ГП | РГ  | О  | Кваліфікація |  | УНІ | ФЛУ  | ХУН | ОРІ |
| --- | --------------------- | - | - | - | - | -- | -- | --- | -- | ------------ |  | --- | ---- | --- | --- |
| 1   | Уніон (Санта-Фе)      | 6 | 3 | 3 | 0 | 10 | 2  | +8  | 12 | 1/8 фіналу   |  | —   | 0–0  | 1–1 | 2–0 |
| 2   | Флуміненсе            | 6 | 3 | 2 | 1 | 15 | 5  | +10 | 11 | 1/8 фіналу   |  | 0–0 | —    | 2–1 | 3–0 |
| 3   | Хуніор де Барранкілья | 6 | 3 | 1 | 2 | 10 | 8  | +2  | 10 |              |  | 0–4 | 3–0  | —   | 2–0 |
| 4   | Орієнте Петролеро     | 6 | 0 | 0 | 6 | 3  | 23 | −20 | 0  |              |  | 1–3 | 1–10 | 1–3 | —   |

## 1/8 фіналу
| Команда 1                | Заг.         | Команда 2          | 1-й матч | 2-й матч |
| ------------------------ | ------------ | ------------------ | -------- | -------- |
| 29 червня/6 липня 2022   |              |                    |          |          |
| Насьйональ               | 4:1          | Уніон (Санта-Фе)   | 2:0      | 2:1      |
| Коло-Коло                | 3:4          | Інтернасьйонал     | 2:0      | 1:4      |
| 30 червня/7 липня 2022   |              |                    |          |          |
| Зе Стронгест             | 1:5          | Сеара              | 1:2      | 0:3      |
| Депортіво Тачира         | 2:2 пен. 4:2 | Сантус             | 1:1      | 1:1      |
| Депортіво Калі           | 1:2          | Мельгар            | 0:0      | 1:2      |
| 1/8 липня 2022           |              |                    |          |          |
| Індепендьєнте дель Валле | 2:1          | Ланус              | 2:1      | 0:0      |
| Універсідад Католіка     | 3:8          | Сан-Паулу          | 2:4      | 1:4      |
| Олімпія                  | 2:2 пен. 3:5 | Атлетіку Гоянієнсі | 2:0      | 0:2      |

## 1/4 фіналу
| Команда 1        | Заг.           | Команда 2                | 1-й матч | 2-й матч |
| ---------------- | -------------- | ------------------------ | -------- | -------- |
| 3/10 серпня 2022 |                |                          |          |          |
| Насьйональ       | 0:4            | Атлетіку Гоянієнсі       | 0:1      | 0:3      |
| Депортіво Тачира | 1:5            | Індепендьєнте дель Валле | 0:1      | 1:4      |
| 4/11 серпня 2022 |                |                          |          |          |
| Сан-Паулу        | 2:2 (пен. 4–3) | Сеара                    | 1:0      | 1:2      |
| 5/12 серпня 2022 |                |                          |          |          |
| Мельгар          | 0:0 (пен. 3–1) | Інтернасьйонал           | 0:0      | 0:0      |

## 1/2 фіналу
| Команда 1                              | Заг. | Команда 2 | 1-й матч | 2-й матч |
| -------------------------------------- | ---- | --------- | -------- | -------- |
| 30 серпня - 1 вересня/6-8 вересня 2022 |      |           |          |          |
| Індепендьєнте дель Валле               | 6:0  | Мельгар   | 3:0      | 3:0      |
| Атлетіку Гоянієнсі                     | 3:4  | Сан-Паулу | 3:1      | 0:3      |

## Фінал
| 1 жовтня 2022 17:00 (UTC−3) |

| Сан-Паулу | 0–2      | Індепендьєнте дель Вальє |
| --------- | -------- | ------------------------ |
|           | Протокол | Діас 13' Фаравеллі 67'   |

| Маріо Альберто Кемпес, Кордова Арбітр: Вільмар Ролдан (Колумбія) |